# Каторжный, Иван Павлович
Ива́н Па́влович Ка́торжный (11 сентября 1920 — 15 ноября 1982) — участник Великой Отечественной, в годы Великой Отечественной войны помощник командира стрелкового взвода 125-го полка морской пехоты Северного флота, Герой Советского Союза (1944).

## Биография
Родился 11 сентября 1920 года в селе Умыган (ныне Тулунского района Иркутской области) в семье крестьянина. Русский. Окончив неполную среднюю школу, работал в колхозе, на лесоразработках.
С 1941 года служил на Тихоокеанском флоте. Окончил школу младших командиров в 1941 году.
Член ВКП(б)/КПСС с 1943 года.

### В годы Великой Отечественной войны
Участник Великой Отечественной войны с ноября 1941 года.
Отличился в ходе Петсамо-Киркенесской наступательной операции. 12-14 октября 1944 года помощник командира взвода 125-го полка морской пехоты Северного флота старший сержант И. П. Каторжный в составе десантного отряда участвовал в штурме порта Лиинахамари (Печенгский район Мурманской области) — крупного опорного пункта немецких войск на подступах к населённому пункту Петсамо (ныне посёлок городского типа Печенга). В бою заменил выбывшего из строя командира взвода и умело руководил действиями подразделения. Вместе с рядовым И. В. Королёвым они с боем прорвались в центр порта и водрузили Красное знамя. По воспоминаниям Адмирала Флота Советского Союза Н. Г. Кузнецова, «всё решили внезапность, быстрота, дерзость. Они ошеломили врага. Немецкий командир базы Лиинахамари только и успел передать в Киркенес: „Большевистские катера прорвались в базу. Срочно эвакуируюсь!“».
Указом Верховного Совета СССР от 5 ноября 1944 года «за мужество и героизм, проявленные в боях с немецко-фашистскими захватчиками» старшему сержанту И. П. Каторжному присвоено звание Героя Советского Союза с вручением ордена Ленина и медали «Золотая Звезда» (№ 5068).

### Послевоенные годы
После войны И. П. Каторжный продолжил службу в ВМФ СССР. В 1950 году окончил курсы политсостава при военно-морском политическом училище.
С 1961 года майор И. П. Каторжный — в запасе. Жил в городе Калинин (ныне Тверь), полковник в отставке. Умер 15 ноября 1982 года.

## Награды и звания
- Медаль «Золотая Звезда» № 5068 Героя Советского Союза (5 ноября 1944);
- орден Ленина (5 ноября 1944);
- орден Красного Знамени;
- орден Красной Звезды;
- медали.
- Почётный моряк порта Лиинахамари.